# Biesenthal

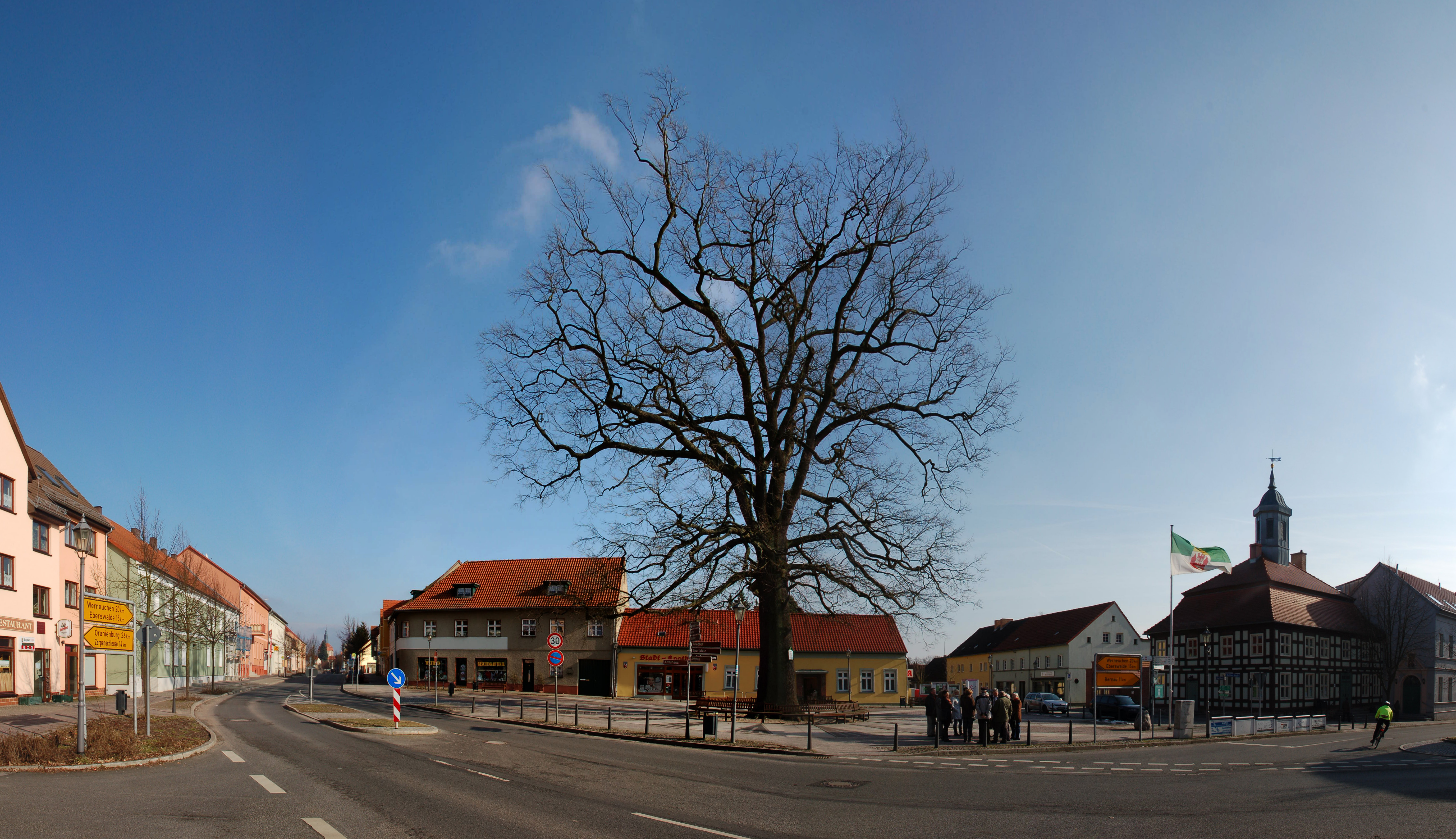
Marktplatz Biesenthal

Biesenthal ist eine zum Amt Biesenthal-Barnim gehörige Stadt im Landkreis Barnim in Brandenburg.

## Geomorphologie
Geomorphologisch wurde die Region wesentlich in der Weichsel-Kaltzeit vor etwa 15.000 Jahren geformt. Im Südwesten der Gemeinde ist die glaziale Prägung im Naturschutzgebiet Biesenthaler Becken anhand vieler Zungenbeckenseen besonders erkennbar.

## Stadtgliederung
Zur Stadt Biesenthal gehört der 2003 eingemeindete Ortsteil Danewitz.
Wohnplätze sind Dewinsee-Siedlung, Eiserbude, Hellmühle, Priesterpfuhlsiedlung, Siedlung, Vorwerk, Wehrmühle und Wullwinkel.

## Geschichte

### Von der Entstehung der Siedlung bis zum Ende des 17. Jahrhunderts

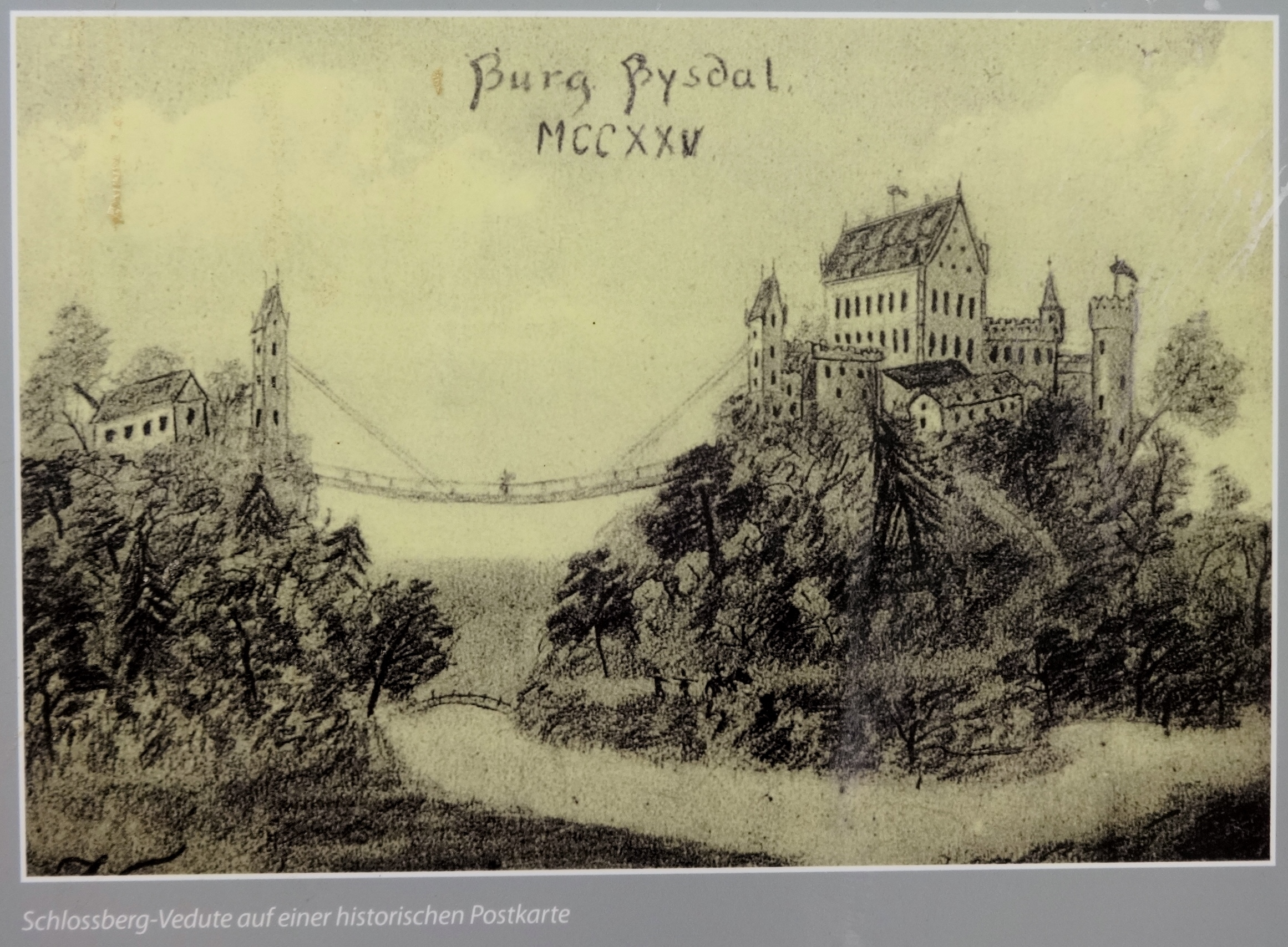
Vedute der Burg

Biesenthal ist eine ehemalige Ackerbürgerstadt, noch heute in der Altstadt gut erkennbar an den hofseitig liegenden Stall- und Wirtschaftsgebäuden.
Der Raum um Biesenthal war bis zum 10. Jahrhundert slawisches Siedlungsgebiet, das durch die Askanier erobert wurde. Der Ort wurde ursprünglich als Askanierburg gegründet, 1258 als Sitz einer Vogtei erstmals urkundlich erwähnt (als Bizdal oder Bysdal). Aus dem Jahr 1265 ist eine weitere urkundliche Erwähnung, diesmal von einem Pfarrer überliefert. Experten vermuten, dass zu dieser Zeit bereits ein Vorgängerbau der Stadtkirche existierte. Aus dem Jahr 1267 ist eine Heer- und Handelsstraße nach Berlin überliefert (via Bysdal). Einen weiteren Aufschwung erlebt die Ansiedlung durch die Anerkennung als Marktort durch den Markgrafen Johann V. am 18. Dezember 1315. In diesem Jahr erhielt sie auch das Stadtrecht. Bereits 1267 wurde von einer Straße (via Bizdal) über Oderberg in die Uckermark gesprochen. Der Ortsname wurde wahrscheinlich von Siedlern aus der Altmark mitgebracht.
Eine Burg wurde 1337 erstmals urkundlich erwähnt, 1426 sind die Brüder Claus, Wilke und Otto von Arnim als Burgherren genannt. Den Überlieferungen zufolge handelte es sich um eine Doppelanlage auf zwei Hügeln, die mit einer Brücke untereinander verbunden waren. 1449 hatte Ludicke von Arnym seinen Wohnsitz auf der Burg. Die Familie derer von Armin behielt sie bis in das Jahr 1577 und übernahm auch das Kirchenpatronat. In diesem Jahr erwarb Kurfürst Johann Georg Biesenthal samt Burg, die im Dreißigjährigen Krieg schon sehr schadhaft war. Anfang des 17. Jahrhunderts war sie bis auf die Grundmauern abgetragen. Auf dem Schloßberg befinden sich im 21. Jahrhundert Reste der Grundmauern.
Die Wehrmühle Biesenthal wurde 1375 als „Weremolle“ urkundlich erwähnt.  In der Nacht vom 23. auf den 24. September brannte es in der Stadt. 20 Häuser und Wohnstellen wurden vernichtet. 1588 gründete sich die Schützengilde. Aus dem Jahr 1595 ist erstmals eine Bürgerliste überliefert. 1632 kam es zu einem Großbrand, bei dem die Stadt bis auf wenige Häuser komplett zerstört wird. Die Burg fiel den Flammen ebenso zum Opfer wie das Archiv der Stadt. Anschließend wütet die Pest in Biesenthal.
Im Jahre 1671 kamen die ersten Juden in den Ort. Die bis Ende des 17. Jahrhunderts auf 64 Personen gewachsene Gemeinde gründete einen Jüdischen Friedhof an der Berliner Chaussee, der mehrfach zerstört wurde. 1672 nahm die Stadt eine Garnison auf, die der Gemeinde einen bescheidenen Wohlstand brachte.

### 18. und 19. Jahrhundert
Ein erneuter Stadtbrand vernichtete Biesenthal 1756 bis auf 10 Häuser, die 1764 einem weiteren Brand zum Opfer fielen. Dadurch sind wertvolle Urkunden und Dokumente vernichtet worden. Die verbliebenen Einwohner bauten ihre Häuser in den Jahren 1760 und 1761 neu auf. Drei Jahre später brannte es erneut in der Stadt. Dieses Mal fielen erneut alle Gebäude den Flammen zum Opfer. Lediglich das im 21. Jahrhundert noch vorhandene Haus in der Schulstraße 10 blieb erhalten.
Biesenthal erhielt 1808 durch die neue Städteordnung erneut die Selbstverwaltung. Die Stadt legte 1812 den Gemeindefriedhof an und eröffnete im Jahr 1837 eine Post. Am 3. November 1839 fand mit der 300-jährigen Jubelfeier das Reformationsjubiläum in Biesenthal statt. Zu diesen Festlichkeiten wurde auf Anregung der Stadtverordnetenversammlung, des Magistrats und des Superintendenten Stiebritz der Bau eines zweiten Schulhauses beschlossen. Noch am gleichen Tag wurden Linden und eine Eiche auf dem Marktplatz gepflanzt.
Weiteren Aufschwung brachte die Eröffnung des Bahnanschlusses an die Bahnstrecke Berlin–Stettin am 1. August 1843. Zwei Jahre später löste die Verwaltung das Amt Biesenthal auf. Gleichzeitig führte die Stadt eine Straßenbeleuchtung ein und 1874 konnte die Stadt das neue Rathaus beziehen. Ab 1875 war Biesenthal an ein Telegrafennetz angeschlossen und 1884 übergab die Stadt der Öffentlichkeit einen hölzernen Aussichtsturm auf dem Schlossberg.

### 20. Jahrhundert

#### 1900 bis Kriegsende 1945
Im Jahr 1906 erhielt die Stadt ihr Wappen. Ein Jahr später wurde an Stelle des hölzernen Aussichtsturms ein aus Mauerziegeln errichteter Nachfolgebau eingeweiht, der Kaiser-Friedrich-Turm. Im Ersten Weltkrieg fielen 129 Bürger Biesenthals.
Im Zeitraum 1902–18 wurde am Wukensee ein Genesungsheim des preußischen Gardekorps errichtet, das samt Parkanlage zwischen 1918 und 1945 eine diverse Nutzung durch Berliner Polizei und die Deutsche Wehrmacht erfuhr.
Die Stadtväter ließen 1923 das Rathaus umbauen und ein Jahr später begannen die Arbeiten am Stadtpark, die 1926 abgeschlossen werden konnten. In diesem Jahr eröffnete auch das Strandbad am Großen Wukensee.
In Biesenthal befand sich in den 1940er Jahren eine Außenstelle des KZ Sachsenhausen. Der im Ort angelegte jüdische Friedhof wurde in der NS-Zeit weitestgehend zerstört. Die noch vorhandenen Grabsteine wurden 1988 unter einer Eiche aufgestellt und mit einer Tafel unter dem Zeichen des Davidsterns versehen, die an den Guten Ort erinnert.
In den Jahren 1943 bis 1945 entstanden mehrere Luftschutzbunker für die Flieger-Geheimstaffel ARMADA, eine Zweigstelle der Heeresschule für Hunde- und Brieftaubendienst – Sperenberg/Teltow, eine Bunkeranlage des Luftfernmeldeamts LV12, Heidehof, Prendener Weg.
Zugleich entstand ein Polizeiausweichlager der Berliner Polizei (PAULA) an der Niephagenstraße, das 1941–45 als Bomben- und Munitionslager des Luftzeugamts 1/III diente (Finow im Vorwerk, an der L 293), mit Anschlussgleis parallel zur Landstraße 293 (Telekomstraße) bis zum Militärflugplatz Finow.

#### Mai 1945 bis 1989
Als der Zweite Weltkrieg 1944 zu Ende ging, besetzte die sowjetische Armee den Ort. In der Folge wurden zahlreiche Archivalien aus dem Rathaus vernichtet. Mehr als 580 Bürger starben während bzw. an den Folgen des Krieges. Bei einer Volkszählung im Jahr 1946 lag die Einwohnerzahl bei 4.165 Personen.
Nach Kriegsende sprengten Spezialisten der Roten Armee die Bunkeranlagen, Reste sind noch sichtbar. Die sowjetische Kommandantur übergab die Verwaltung 1947 wieder an die Stadt. Im Auftrag des Amtes für Denkmalpflege erfolgte im Jahr 1952 eine notdürftige Reparatur des Turmes auf dem Schlossberg. Die ersten LPGs gründeten sich 1958. Im Jahr 1965 feierte Biesenthal sein 650-jähriges Bestehen. Die im 15. Jahrhundert erstmals errichtete Wehrmühle stellte 1974 den Mahlbetrieb ein. Am 23. August 2002 brannte sie ab und wurde anschließend teilweise abgerissen.
Zwischen 1946 und 1990 diente das Genesungsheim der Deutschen Volkspolizei.
In den Turm auf dem Schlossberg schlug 1978 ein Blitz ein und zerstörte den Dachstuhl.

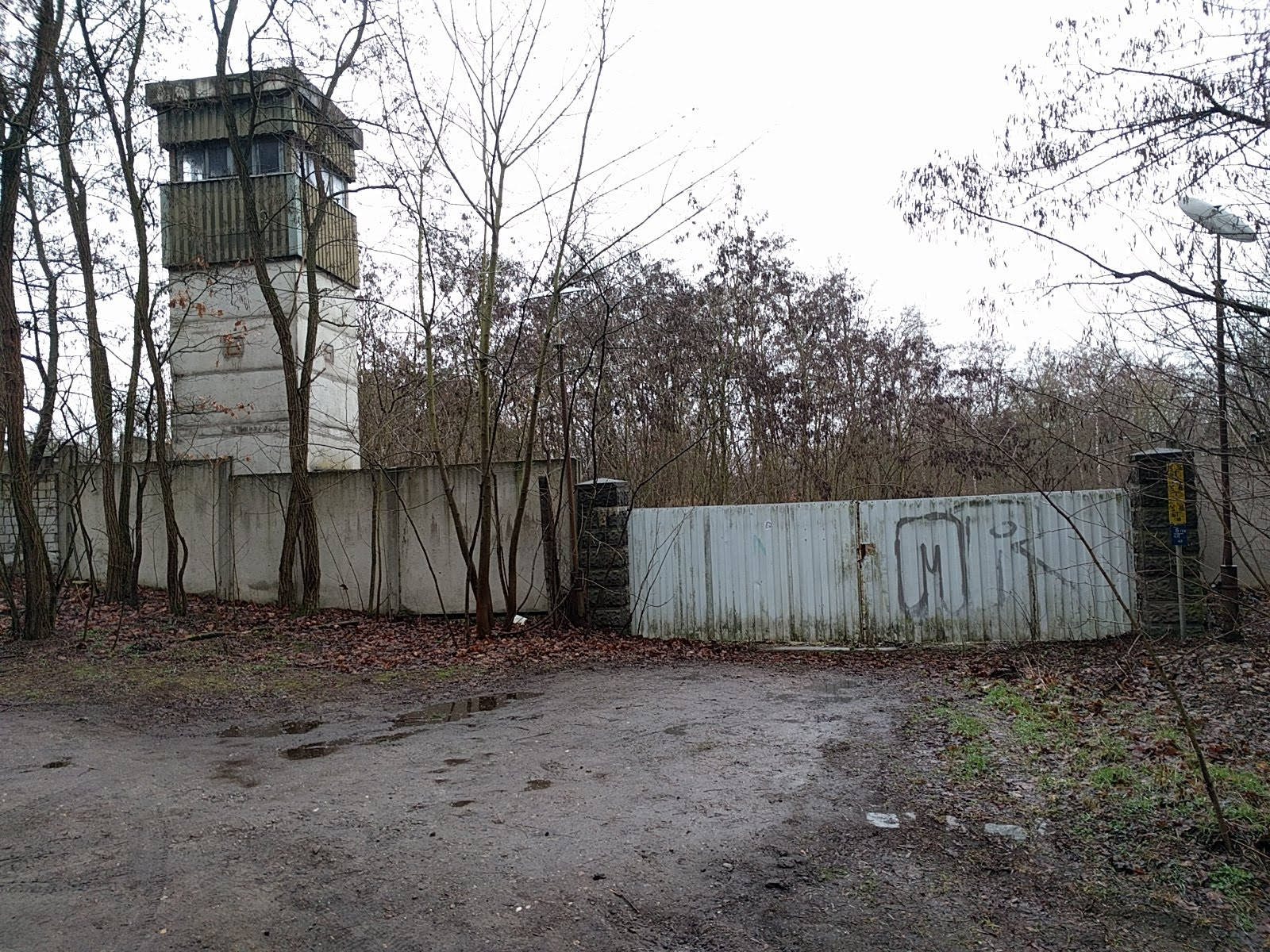
Stasi-Gelände Zufahrt Prendener Weg

Das Polizeilager wurde von der 24. Luftarmee der Gruppe der Sowjetischen Streitkräfte in Deutschland übernommen und weiter betrieben. Außerdem entstanden in Bahnhofsnähe Kasernen für das Bataillon Chemische Abwehr der Garde-Panzerdivision in Bernau. Stationiert wurde auch ein selbstständiges Aufklärungsbataillon (Lipasa-40 Baklschan) als Teil der 20. Gardearmee, Truppenteil 89425 und ein großes und zentrales Tanklager mit 750 Erdtanks wurde gebaut.
Aus den Polizeikasernen wurden in den 1970er Jahren Einrichtungen für das MfS: Satellitenaufklärungszentrum, Lanker Straße und Prendener Weg. Auf dem Bunkergelände wurde der Standort des Kommandos 4 des Wachregiments „Feliks Dzierzynski“ und eine Trainingsstätte mit Erholungsheim der Sportvereinigung Dynamo am Wukensee.
Am Wukensee entstand das Pionierlager Helmut Just mit Holzbaracken und großen Zelten. Nach der Wende wurde daraus ein Altersheim der Volkssolidarität, jetzt ist es das ökologisches Wohn- und Gemeinschaftsprojekt Wukania. Die Schieß- und Kampftrainingsanlage mit Lagerhallen und Schulgebäuden zur Ausbildung der Auslands-Partisanen auf dem Heideberg wurden abgerissen und verbliebene Kellerräume eingezäunt, um Unterkünfte für Fledermäuse zu schaffen. Eine Schießanlage wird noch von der Biesenthaler Schützengilde betrieben.

### Seit der deutschen Wiedervereinigung 1990
Mit der Wende rückte der Schlossberg wieder in den Fokus der Stadt. Sie gab ein Konzept zur Sanierung des Berges in Auftrag. In den Jahren 1991 und 1992 wurde zunächst das Gelände ohne Berücksichtigung des Turms rekonstruiert. Im Jahr 1993 siedelten die Hoffnungsthaler Anstalten in Biesenthal und errichteten eine Baumschule sowie ein Wohnheim für Menschen mit Behinderung. Die Heimatstube im alten Rathaus wurde 1995 eröffnet und 1998 die Grundschule.
Alle Einrichtungen der Sowjetarmee wurden nach deren Abzug im Jahr 1994 schrittweise geräumt, die Flächen teilweise aufgeforstet. Die Güter-Gleisanlagen wurden zurückgebaut.
Das Erholungsheim am Wukensee wurde 1991–97 durch die Fachhochschule des Bundes für Verwaltung genutzt, seitdem steht es leer (Stand 2010). Weitere Ferienheime sind nach 1990 ab-, zurück- oder umgebaut worden, in ihren Überresten (Umfriedungsmauern und -zäune, Gebäude- und Bunkerreste) aber noch gut erkennbar (Stand 2019).
Der Führungsbunker MfS (Mielke-Bunker) wurde ausgeräumt und später richtete sich auf der Fläche eine Holzrecycling-Firma ein. Das Ferien- und Schulungsheim Fritz Heckert des VEB Kombinat Tiefbau Berlin am Wukensee wurde ab 1992 ein Hotel und im 21. Jahrhundert in das Pflegeheim Pro Seniore umgebaut.
Im Jahr 2000 erweiterten die Hoffnungsthaler Anstalten ihre Werkstätten. Im selben Jahr übergab die Stadt den Bürgern den neu gestalteten Marktplatz. Seit 2001 engagiert sich ein Heimatverein für eine erweiterte touristische Nutzung des Schlossberges und hat ein entsprechendes Konzept in Auftrag gegeben. In diesem Jahr begannen auch die Schlossbergfeste. Danewitz wurde am 26. Oktober 2003 eingemeindet. Der Heimatverein pachtete 2006 das Gelände auf dem Schlossberg und ließ den Turm sanieren, der am 13. Oktober 2007 der Öffentlichkeit übergeben werden konnte. Im selben Jahr konnten auch die Sanierungsarbeiten der Bahnhofstraße abgeschlossen werden. Die Stadt Biesenthal feierte 2008 ihr 750-jähriges Bestehen. Anlässlich dieser Feierlichkeiten ließ sie farbige „Kultursteine“ verlegen, die an historisch bedeutenden, kulturell oder landschaftlich interessanten Stellen in den Boden eingelassen wurden. Sie führen beispielsweise zum Lehmhaus in die Schulstraße 10 oder zur Galerie am Rathaus. Die Schulmensa konnte 2009 fertiggestellt werden. Zwei Jahre später waren auch die Breite Straße sowie die Fischerstraße saniert. Der Schlossberg wurde unter anderem mit EU-Mitteln zu einem „Erlebnis Schlossberg Biesenthal“ ausgebaut. Mehrere Informationstafeln beschreiben die Geschichte des Ortes. Für Besucher und Reisende des Radfernwegs Berlin–Usedom richtete die Stadt einen Rastplatz ein.

### Verwaltungsgeschichte
Biesenthal gehörte seit 1816 zum Landkreis Oberbarnim im Regierungsbezirk Potsdam der preußischen Provinz Brandenburg. Der Kreis war von 1947 bis 1952 Teil des Landes Brandenburg in der Sowjetischen Besatzungszone / DDR. 1952–1990 gehörte Biesenthal zum damals neu gegründeten Kreis Bernau im DDR-Bezirk Frankfurt (Oder), der ab 1990 im Land Brandenburg weiter bestand. Seit 1993 liegt Biesenthal im Brandenburger Landkreis Barnim.

## Bevölkerungsentwicklung
| Jahr | Einwohner |
| ---- | --------- |
| 1875 | 2.315     |
| 1890 | 2.408     |
| 1910 | 3.040     |
| 1925 | 3.250     |
| 1933 | 3.609     |
| 1939 | 4.236     |

| Jahr | Einwohner |
| ---- | --------- |
| 1946 | 4.212     |
| 1950 | 4.781     |
| 1964 | 4.632     |
| 1971 | 4.553     |
| 1981 | 4.524     |
| 1985 | 4.706     |

| Jahr | Einwohner |
| ---- | --------- |
| 1990 | 4.496     |
| 1995 | 4.672     |
| 2000 | 5.043     |
| 2005 | 5.625     |
| 2010 | 5.543     |
| 2015 | 5.679     |

| Jahr | Einwohner |
| ---- | --------- |
| 2020 | 6.029     |
| 2021 | 6.101     |
| 2022 | 6.121     |
| 2023 | 6.163     |
| 2024 | 6.295     |

Gebietsstand des jeweiligen Jahres, Einwohnerzahl: Stand 31. Dezember (ab 1991), ab 2011 auf Basis des Zensus 2011, ab 2022 auf Basis des Zensus 2022

## Politik

### Stadtverordnetenversammlung
Die Stadtverordnetenversammlung von Biesenthal besteht aus 18 Stadtverordneten und dem ehrenamtlichen Bürgermeister. Die Kommunalwahl am 9. Juni 2024 führte zu folgendem Ergebnis:
| Partei / Wählergruppe           | Stimmenanteil 2019 | Sitze 2019 |  | Stimmenanteil 2024 | Sitze 2024 |
| ------------------------------- | ------------------ | ---------- |  | ------------------ | ---------- |
| Freie Wähler Biesenthal         | 13,6 %             | 2          |  | 24,9 %             | 4          |
| CDU                             | 26,8 %             | 5          |  | 20,7 %             | 4          |
| AfD                             | –                  | –          |  | 14,9 %             | 3          |
| Die Linke                       | 19,0 %             | 3          |  | 11,2 %             | 2          |
| Biesenthals Aktive Mitte        | 10,6 %             | 2          |  | 09,3 %             | 2          |
| Bündnis 90/Die Grünen           | 10,0 %             | 2          |  | 07,7 %             | 1          |
| Pro Danewitz                    | 04,5 %             | 1          |  | 04,4 %             | 1          |
| SPD                             | 04,3 %             | 1          |  | 03,4 %             | 1          |
| Einzelbewerber Jörg Weprajetzky | –                  | –          |  | 01,9 %             | –          |
| Die PARTEI                      | –                  | –          |  | 01,5 %             | –          |
| Bürger für Biesenthal           | 11,3 %             | 2          |  | –                  | –          |
| Insgesamt                       | 100 %              | 18         |  | 100 %              | 18         |

### Bürgermeister
- 1993–2006: Thomas Kuther (parteilos)[18]
- 2006–2015: André Stahl (Die Linke)[19]
- seit 2015: Carsten Bruch (CDU)[20]

Bruch wurde in der Bürgermeisterstichwahl am 16. Juni 2019 mit 62,7 % der gültigen Stimmen in seinem Amt bestätigt. In der Bürgermeisterstichwahl am 9. Juni 2024 wurde er mit 60,8 % der gültigen Stimmen wiedergewählt. Seine Amtszeit beträgt fünf Jahre.

### Wappen
| Wappen von Biesenthal | Blasonierung: „In Silber eine bezinnte und gequaderte rote Burg zwischen deren zwei bezinnten, mit spitzen, geschindelten Dächern und je vier schwarzen Fenstern versehenen Türmen ein goldbewehrter roter Adler schwebt. Im offenen goldenen Torbogen erscheint ein aufgezogenes schwarzes Fallgatter.“ |
| Wappen von Biesenthal | Wappenbegründung: Das beschriebene Wappen führt Biesenthal seit 1906, es ist als Mosaikarbeit am Rathaus zu sehen. Das von zwei Türmen flankierte Burgtor weist auf frühere Burgbauten hin („Hus zu Bisdal“ 1329, urkundlich erwähntes Ritterhaus 1522). Der brandenburgische Adler kennzeichnet die Zugehörigkeit Biesenthals zur Mark Brandenburg. Das Wappen wurde am 21. Juli 1994 durch das Ministerium des Innern genehmigt. |

### Flagge
„Die Flagge ist Grün - Weiß (1:1) gestreift und mittig mit dem Stadtwappen belegt.“

### Städtepartnerschaften
Biesenthal unterhält seit 1999 im Rahmen seiner Zugehörigkeit zum Amt Biesenthal eine aktive partnerschaftliche Beziehung mit der polnischen Stadt Nowy Tomyśl.

## Sehenswürdigkeiten und Kultur
Sehenswert ist der historische Altstadtkern, der seit 1996 schrittweise saniert wird und komplett unter Denkmalschutz steht (Ensembleschutz). In der Grünstraße Ecke August-Bebel-Straße wurde 2008 ein Pflasterdenkmal installiert, mit dem auf den Standort der früheren Schäfers Schmiede hingewiesen wird. Im früheren Kaffee zum Ratskeller, dessen Inhaber mit dem Hinweis „Stammkaffee des Boxweltmeisters Max Schmeling und anderer Prominenter“ warb, befindet sich heute das Büro des Tourismusvereins Naturpark Barnim. Der alte Bahnhof wurde als Kulturbahnhof ausgebaut. Die Stadt Biesenthal wurde 2004 als „Naturparkstadt“ ausgezeichnet.
Im Jahr der 750-Jahr-Feier wurde erstmals erfolgreich ein Internationales Speedway-Rennen organisiert.
Die Umgebung der Stadt bietet viele Wander- und Radtourmöglichkeiten auf den Spuren der Märkischen Eiszeitstraße. Im Ort Melchow, der zum Amtsbereich Biesenthal-Barnim gehört, befindet sich ein touristisches Begegnungszentrum.

### Bauwerke

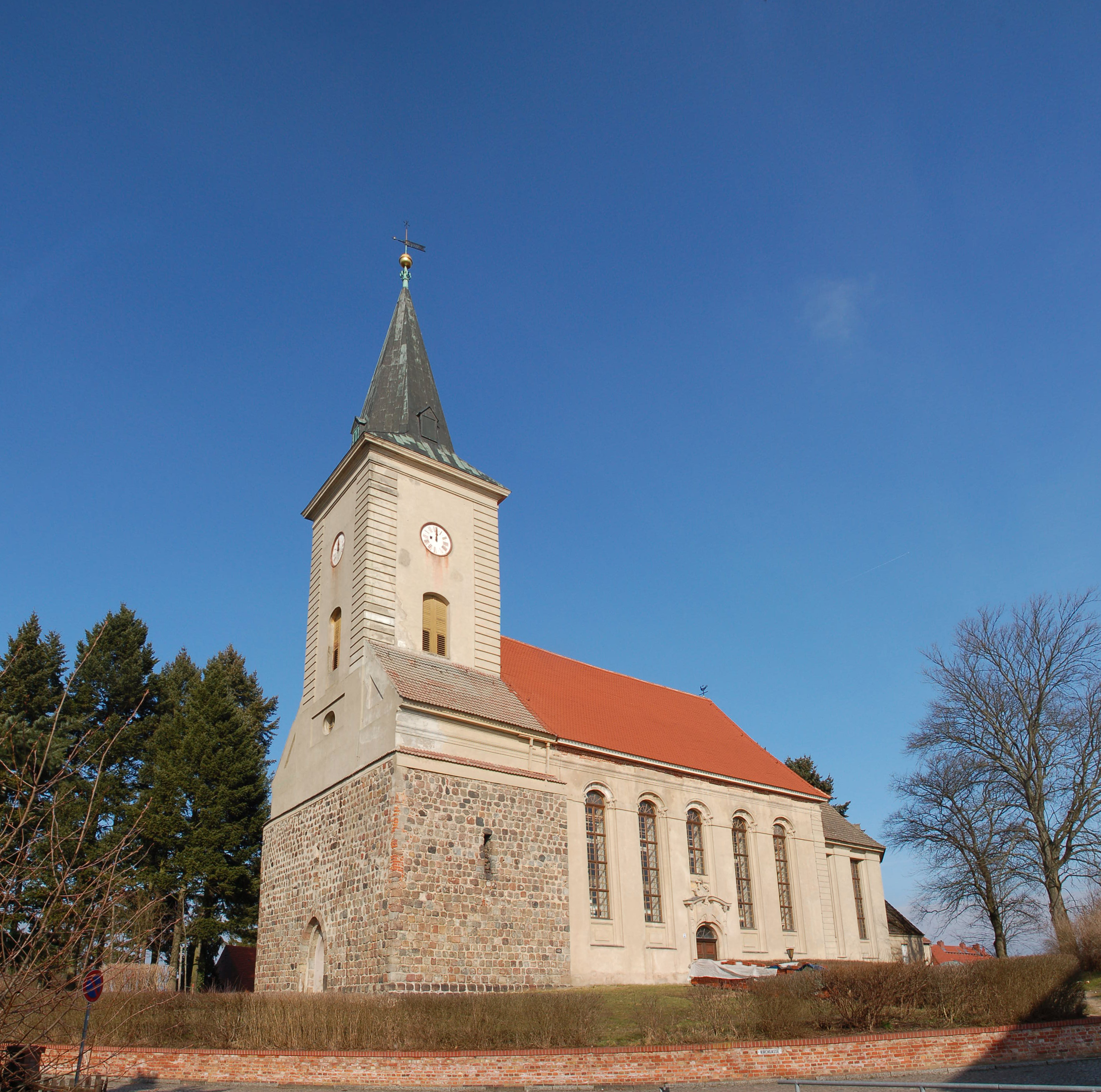
Evangelische Kirche

Die Liste der Baudenkmale in Biesenthal und die Liste der Bodendenkmale in Biesenthal enthalten alle in der Denkmaldatenbank des Landes Brandenburg eingetragenen Kulturdenkmale der Stadt und ihres Ortsteils Danewitz. Darunter:
- Altes Rathaus, ein 1762–1768 erbautes Fachwerkgebäude, an dessen Restaurierung 2003 auch die Deutsche Stiftung Denkmalschutz beteiligt war.
- Neues Rathaus, 1874 erbaut
- Kaiser-Friedrich-Turm auf dem Schlossberg, auf dem Reste einer ehemaligen Askanierburg aus dem 13. Jahrhundert gefunden wurden.
- Die evangelische Stadtkirche ist ein Sakralbau aus dem 13. Jahrhundert. Nach einem schweren Brand im 18. Jahrhundert, bei dem nur der Turm erhalten blieb, baute die Gemeinde das Bauwerk in den Jahren 1762 bis 1766 wieder auf. Im Innenraum befinden sich ein spätbarocker Kanzelaltar sowie eine Orgel von Ferdinand Dinse aus dem Jahr 1859. Sie gilt als sein bedeutendstes Werk.[28]
- Katholische Kirche St. Marien, 1908/09 im französischen Barockstil erbaut (Bahnhofstraße 162)[29]
- Ältestes Haus in Biesenthal: ein Fachwerkhaus mit Schilfrohrdach und der Inschrift „Si Deus pro nobis quis contra nos MDCCVII.“ („Wenn Gott mit uns ist, wer ist gegen uns 1707.“), Schulstraße 10
- Altes Schul- und Rektorenhaus aus dem Jahre 1812 (Schulstraße 32)
- Schulgebäude, Bahnhofstraße 9–12, Einweihung 1925, Architekt Otto Kuhlmann
- Das 1946 errichtete Ehrenmal für die Opfer des Faschismus an der Bahnhofstraße, in der Nachbarschaft des größeren Kriegerdenkmals für die Gefallenen des Ersten Weltkriegs (1914–18)
- Feldsteindorfschmiede von 1595 und Feldsteinbacköfen im Ortsteil Danewitz

### Naturdenkmale
Übersicht: Liste der Naturdenkmale in Biesenthal
- Jubiläumseiche auf dem im Jahr 2000 neu gestalteten Markt vor dem Alten Rathaus. Der Baum wurde am 3. Januar 1886 anlässlich des 25. Regierungsjubiläums des Königs von Preußen gepflanzt. Bis in die 1920er Jahre war er von einem schmiedeeisernen Gitter umgeben.[30]
- Großer- und Kleiner Wukensee: Am Großen Wukensee, um den ein Rundweg führt, liegt das 1925 erbaute Strandbad.

### Ständige Veranstaltungen (Auswahl)
- Art Biesenthal: Die Stadtverwaltung lädt internationale Künstler ein, die für die jährlich im Sommer stattfindenden Kunstausstellung ihre Ideen umzusetzen.
Im Jahr 2022 waren beispielsweise 17 Künstler eingeladen, darunter Daniel Hölzl, Abie Franklin, Julian charriere, Julius von Bismarck, Lucija Krizman oder Martin Nothhelfer. Das Objekt Bycatch von Hölz/Franklin stellte die bekannten Wellenbrecher als aufblasbare Figuren dar. Diese wurden im Juli 2022 mutwillig zerstört – Unbekannte haben alle Luftfiguren aufgeschlitzt und damit unbrauchbar gemacht. Sie waren noch für weitere Ausstellungen in aller Welt vorgesehen.[31]
- Musikfestival Rockende Eiche[32]
- Wukenseefest: zwei Tage Musik und Kultur direkt im Strandbad Wukensee, im Jahr 2001 begonnen[33]
- Regionalmarkt
- Bahnhofsmusikfest am Kulturbahnhof
- Adventskunstmarkt im Kulturbahnhof
- Weihnachtsmarkt auf dem Marktplatz

## Wirtschaft und Infrastruktur

### Ansässige Unternehmen (Auswahl)
Die Hoffnungsthaler Werkstätten sind eine Werkstatt für Menschen mit Behinderung und in einer gemeinnützigen GmbH organisiert. Sie betreiben unter anderem eine Baumschule sowie eine Bio-Molkerei.

Die Firma TZMO ist in Biesenthal mit ihrer Deutschlandniederlassung aktiv. Über diese wickelt der weltweit tätige polnische Mutterkonzern sein gesamtes Deutschlandgeschäft ab. Die TZMO Deutschland GmbH vertreibt Inkontinenzprodukte, Babywindeln und weitere Sanitätsartikel und gehört zu den Marktführern in dieser Branche. Mit über 130 Mitarbeitern ist es die bedeutsamste wirtschaftliche Ansiedlung eines neuen Unternehmens in Biesenthal.

### Verkehr

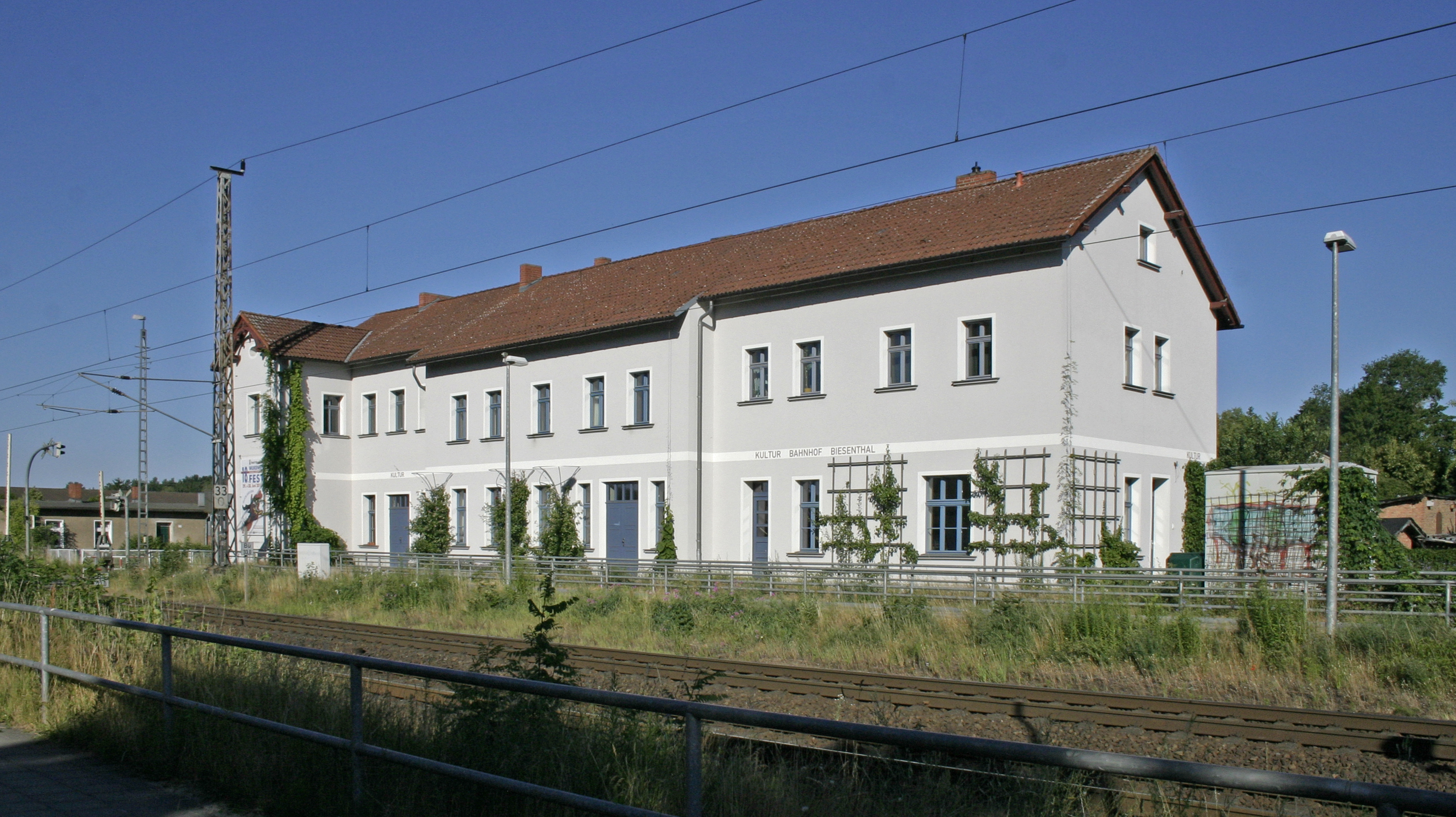
Empfangsgebäude des Bahnhofs Biesenthal (2018)

Der seit 1843 existierende Bahnhof Biesenthal liegt an der Eisenbahnstrecke Berlin–Stettin. Er wird stündlich von der Regionalbahnlinie RB 24 Eberswalde – Bernau (b Berlin) – Berlin-Lichtenberg – Schönefeld (bei Berlin) sowie von einigen Zügen der Regional-Express-Linie RE 3 bedient.
Nachdem die Bahn 2005 das Bahnhofsgebäude an den Verein Kultur im Bahnhof verkauft hat, wandelte dieser es zum Kulturbahnhof für seine zahlreiche öffentliche Veranstaltungen um. Zudem werden einige Räume als Regionalstelle Biesenthal der Neuen Musikschule Bernau genutzt.
Der öffentliche Personennahverkehr wird unter anderem durch den PlusBus des Verkehrsverbund Berlin-Brandenburg erbracht. Folgende Verbindung führt, betrieben von der Barnimer Busgesellschaft, ab Biesenthal:
- Linie 896: Biesenthal ↔ Rüdnitz ↔ Bernau

Die Stadt liegt an der Landesstraße L 200 zwischen Bernau und Eberswalde sowie der L 29
zwischen Wandlitz und Heckelberg-Brunow. Die nächstgelegene Autobahnanschlussstelle ist Lanke an der A 11 Berlin–Stettin.
Der Radfernweg Berlin–Usedom führt durch die Stadt und durch das Biesenthaler Becken.

### Bildung
In Biesenthal gibt es die Grundschule Am Pfefferberg und die Freie Naturschule Barnim.

## Persönlichkeiten

### Ehrenbürger
- 2008: Thomas Kuther, Altbürgermeister
- 2013: Friedrich-Wilhelm Gesche, Altbürgermeister von Danewitz
- 2015: Gertrud Poppe, Ortschronistin
- 2015: André Stahl, Altbürgermeister[37]

### Söhne und Töchter der Stadt
- Ferdinand Dinse (1811–1889), Orgelbauer[38]
- Georg Blumenthal (1888–1964), deutscher Mediziner und Verfolgter des Naziregimes.
- Fritz Helke (1905–1967), nationalsozialistischer Literaturfunktionär, Schriftsteller
- Joachim Behlke (1934–2011), Molekularbiologe
- Winfried Winkelmann (* 1943), Tumororthopäde und Hochschullehrer
- Jürgen Paeke (* 1948), Geräteturner

### Persönlichkeiten, die mit der Stadt in Verbindung stehen
- Walter Laas (1870–1951), Schiffsbauingenieur, Professor an der TH Berlin, Vorstandsvorsitzender des Germanischen Lloyd
- Gertrude Langfelder (1884–1958), Schauspielerin, Regisseurin und Hörspielsprecherin
- Richard Ruthe (1887–1934), Mitglied der Biesenthaler Widerstandsgruppe gegen den Nationalsozialismus
- Max Schmeling (1905–2005), Boxweltmeister, häufiger Gast im Trainingslager in Biesenthal[8]
- Lothar Skorning (1925–2005), Sportwissenschaftler, Professor an der Humboldt-Universität zu Berlin, Präsident des Deutschen Judo-Verbandes
- Heinz Graffunder (1926–1994), Stadtarchitekt in Berlin, lebte in Biesenthal
- Friedrich Schötschel (1926–2024), Bildhauer, lebte und arbeitete seit 1954 in Biesenthal
- Margit Schötschel-Gabriel (1933–2017), Bildhauerin, lebte und arbeitete von 1954 bis 2017 in Biesenthal
- Joachim Ziesche (* 1939), Eishockeyspieler, lebt in Biesenthal
- Wolfgang Coy (* 1947), Informatiker und Hochschullehrer, lebt in Biesenthal
- Hans-Jochen Krank (* 1948), Kabarettist und Lehrer, lebte von 1992 bis 2024 in Biesenthal
- Ralf Kerbach (* 1956), Maler und Hochschullehrer, lebt in Biesenthal
- Margitta Mächtig (* 1956), Politikerin (Die Linke), 2004 bis 2019 Abgeordnete des Landtages Brandenburg, lebt in Biesenthal